# NoiTekk
NoiTekk est un label discographique allemand qui vit le jour en 2000, après que Gerald of Black Rain et Marco Gruhn eurent repris le Black Rain Records. Ce label produit des groupes issus de la musique électronique dure, comme les mouvements EBM, Aggrotech ou Hellektro.
Il est basé à Chemnitz dans la Saxe.

## Groupes produits
- Aslan Faction
- C-Drone-Defect
- Cyborg Attack
- Dawn of Ashes
- Derma-Tek
- Die Sektor
- Dym (band)
- Distorted Memory
- FGFC820
- Grendel
- Hioctan
- Life Cried
- Panic Lift
- Psyclon Nine
- Tactical Sekt
- Xentrifuge